# 松田芹香
松田 芹香（まつだ せりか、2011年2月9日 - ）は、日本の子役女優、ファッションモデルである。
大阪府出身。ヒラタオフィス所属。

## 略歴
モデル事務所GRAMのキッズ部門gramkidsに所属し、2012年よりファッションカタログなどのモデルとして活動。
2016年、ポーラスター東京アカデミーの第1期生オーディションで特待生に選ばれ、同年4月に『OUR HOUSE』でテレビドラマデビューを果たした。
2017年よりヒラタオフィス所属。

## 出演

### テレビドラマ
- OUR HOUSE（2016年4月17日 - 6月12日、フジテレビ） - 伴桃子 役[6]

### CM
- 全家研 幼児ポピー『松田芹香ちゃん』編（2016年）[7]
- 両備グループ 両備×チャギントン『岡山 ウィルソンナビゲート』篇（2016年 - 2017年）[8][9]

### スチール
- 千趣会 SUMUTOCO（2012年 - 2014年）
- ジェニィ JINNI カタログ（2012年 - 2013年）
- Nipponカメラパンフレット（2013年）
- ニッセン 仲良し共和国 2013年春号（2013年）
- 西松屋（2013年3月 - 2014年7月）
- ターミナル コロコロチェアカタログ（2013年 - ）
- 英ウィメンズクリニック キッズルームモデル（2013年）
- 京都丸紅（2013年 - ）
- ニッセン カタログ（2013年10月 - ）
- OGK技研（2014年4月）
- 大丸 七五三（2014年）
- ソニック リトルプリンセス（2014年）
- きよたにや（2014年）
- トータス（2014年）
- セシール（2014年）
- レモール グランディールべべ（2014年 - 2015年）
- パナソニック システムリフォームバスカタログ（2014年12月 - ）
- 靴のひらき ひらきっず（2014年 - 2015年）
- ナリス化粧品（2015年）
- ひかりのくに 食器フェアパンフレット（2015年7月 - ）
- 三協アルミ（2015年）
- 岡本株式会社 靴下モデル（2015年）
- セシール（2015年 - ）
- SUUMO（2015年）
- nino 2017SS〜AW〜カタログ（2016年 - ）
- スタジオキャラット 七五三（2016年 - ）
- amable 2017SS カタログ（2016年 - ）
- grandsram 2017SSカタログ（2016年 - ）
- souris 2017SSカタログ（2016年 - ）
- kissdrop 2017SSカタログ（2016年 - ）
- 日産自動車（2016年12月 - ）
- スマイピクスル 2017七五三カタログ（2017年 - ）
- スタジオエフィー 2017七五三カタログ（2017年 - ）
- スタジオフォトセット2017七五三カタログ（2017年 - ）
- 村瀬鞄行 ランドセル2017カタログ（2017年 - ）
- 上地正株式会社 bizzu 2017AWカタログ（2017年 - ）
- キッコリー 2017AWカタログ（2017年 - ）

### WEB
- ワールド（2013年）
- JR西日本 マナー啓発（2015年）
- グロウ株式会社 デビロックストア webモデル（2015年）
- スタジオラルム（2016年 - ）
- F・O・インターナショナル（2016年 - ）
- キムラタン（2016年 - ）
- seraph（2016年 - ）
- ラ・ポシェ（2017年 - ）
- akebono studio（2017年 - ）
- きもののやまと「saho+」（2017年 - ）
- クリフメイヤー（2017年 - ）
- 株式会社trico tappet（2017年 - ）
- PROGRESS（2017年 - ）

### イベント
- 巨人VSヤクルト始球式（2016年4月12日）

### MAGAZINE
- 学研『ディズニープリンセス』2015年10月号（2015年9月15日）